# Ofițer

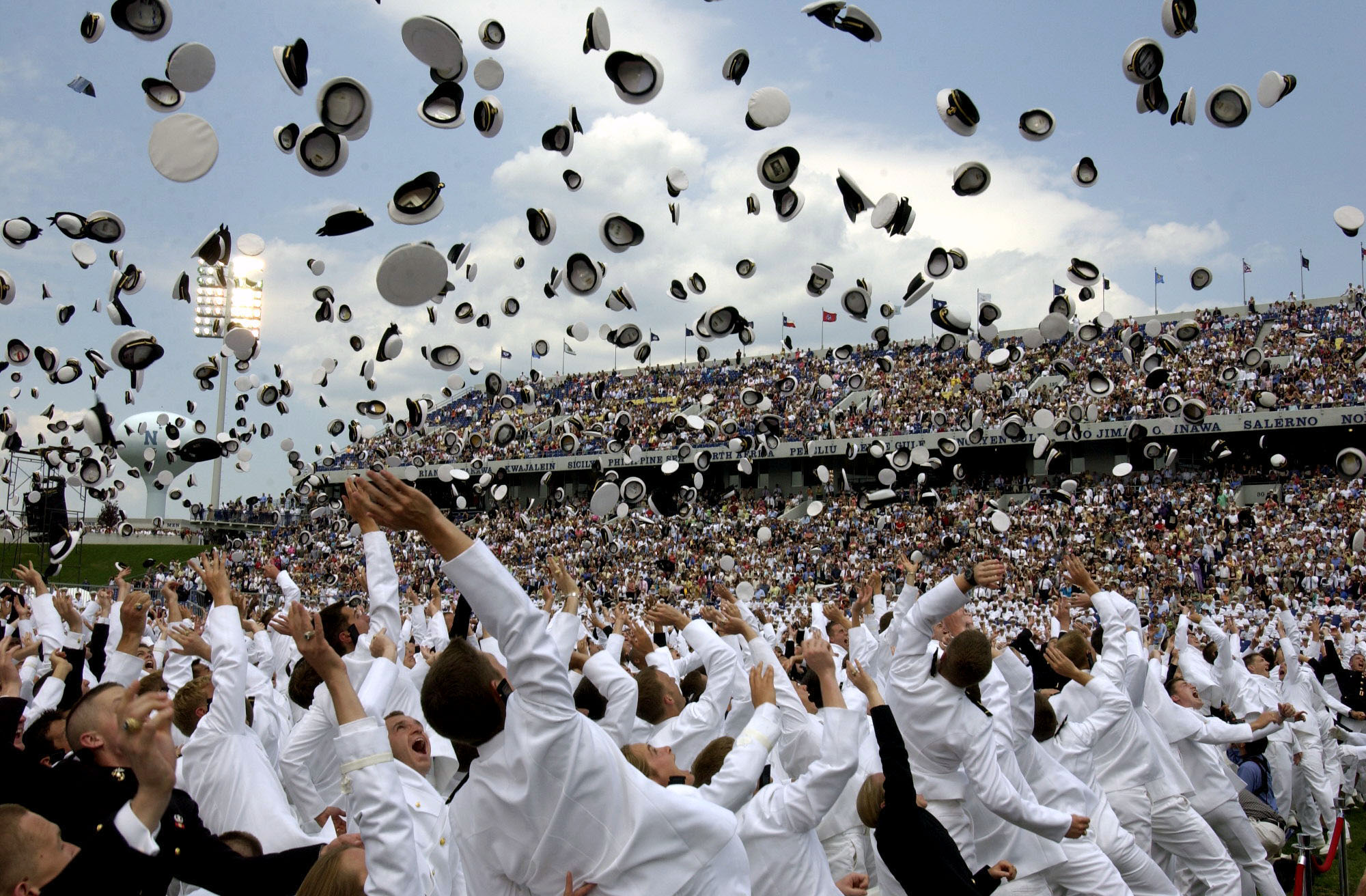
Ofițeri desemnați ai Forțelor Navale americane și ai infanteriei marine americane celebrând desemnarea lor în diferite poziții de comandă la ceremonia de absolvire (parte a U.S. Naval Academy class of 2005).

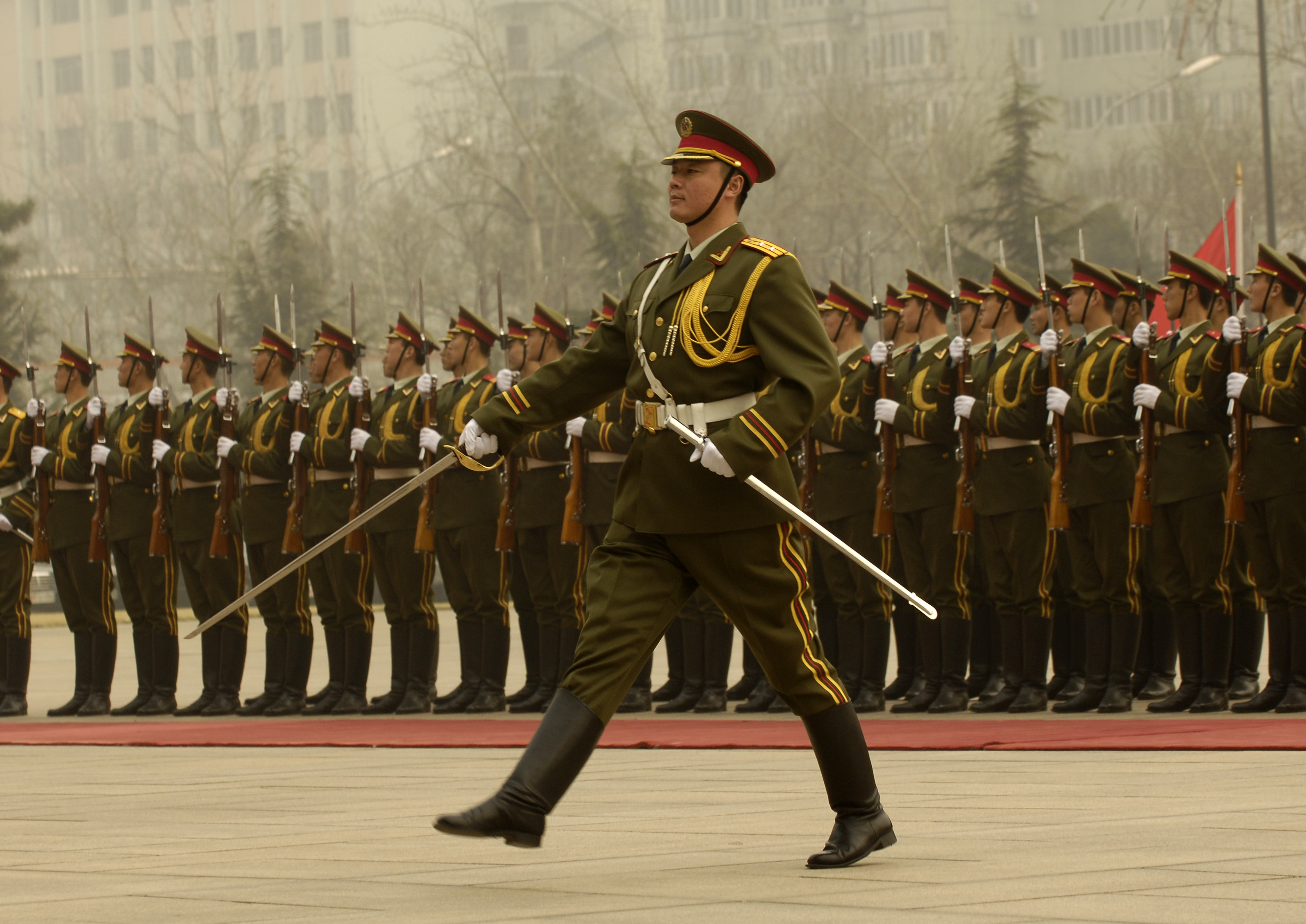
Ofițer desemnat din China

Ofițerul este o persoană care deține o poziție de autoritate în calitate de membru al unei forțe armate sau al unui serviciu cu uniformă.
În sensul larg, termenul „ofițer” cuprinde ofițerii desemnați și subofițerii. Termenul de desemnat este pentru membrii mai înalți în ierarhie care își derivă autoritatea dintr-un decret oficial emis de către șeful statului.
Ofițerii nu desfășoară de obicei muncă fizică; ei supraveghează personalul în cadrul acestor activități, direct sau prin intermediul subofițerilor. Articolul 49 din Convenția de la Geneva stipulează că, chiar și ca prizonieri de război, ofițerii desemnați nu pot fi obligați să muncească, iar subofițerii pot primi doar sarcini de supraveghere. Facilitățile ofițerilor sunt separate de cele ale personalului pentru a descuraja fraternizarea între ofițeri și subordonați.

## Ofițeri desemnați
În general, ofițerii desemnați sunt antrenați ca generaliști în conducere și în management, pe lângă formarea legată de specialitatea sau funcția lor militară specifică. Multe armate necesită diplome universitare pentru această funcție.

## Gradele militare ale ofițerilor
- Sublocotenent
- Locotenent
- Căpitan

- Maior
- Locotenent-colonel
- Colonel

- General
- Mareșal